# Stefan Schwartz

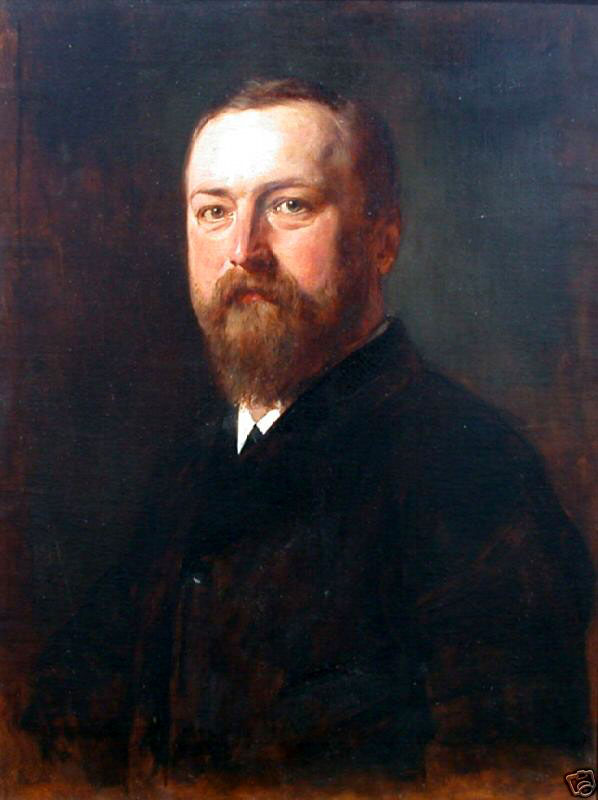
Stefan Schwartz (1851–1924), im Alter von etwa 40 Jahren porträtiert von Heinrich von Angeli

Stefan Schwartz (* 20. August 1851 in Neutra, Königreich Ungarn; † 31. Juli 1924 in Raabs an der Thaya, Österreich) war ein österreichischer Bildhauer und Medailleur.

## Leben

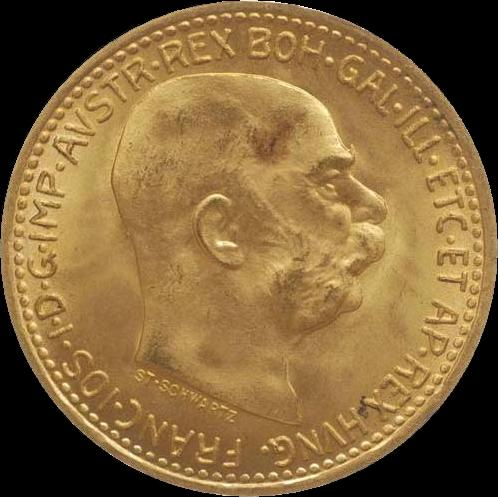
Goldmünze Österreichische Krone, Werk von Stefan Schwartz

Stefan Schwartz, der Sohn eines Tischlers, sollte ursprünglich Geistlicher werden, bevor er zuerst in Pest in einer Metallwarenfabrik arbeitete und anschließend in Wien das Ziseleurhandwerk erlernte. In den Jahren 1869 bis 1874 studierte er an der Wiener Kunstgewerbeschule unter Otto König. Nach verschiedenen Studienaufenthalten wurde er im Jahr 1876 durch Vermittlung von Ruolph von Eitelberger-Edelberg als Lehrer an dieselbe Schule berufen, wo er 1884 zum Professor ernannt wurde. Zu seinen Schülern gehörten dort Arnold Hartig und Peter Breithut.
Bereits im Jahr 1875 leitete er mit Rudolf Mayer eine eigene Goldschmied- und Ziselierschule. Einer seiner Schüler war der Schweizer Medailleur Hans Frei.
Als Bildhauer schuf Schwartz die Skulptur „Adventus Augusti“ („Siegreiche Heimkehr [des Herrschers aus dem Krieg]“) für eine Nische im Fußgängerdurchgang des Michaelertrakts der Hofburg, eine Seneca-Statue und die Friedrich-Graf-Schönborn-Herme für das Parlament, Ritterstatuen für die Neue Burg, das Denkmal für Karl Schenkl im Arkadenhof der Universität sowie das Grabdenkmal für Rudolf von Eitelberger auf dem Wiener Zentralfriedhof. Er schuf zahlreiche Gedenkmedaillen, unter anderem für die Jubiläums-Gewerbe-Ausstellung 1888 und die Landesausstellung Budapest, sowie Porträtmedaillen zeitgenössischer und historischer Persönlichkeiten. Berühmtheit erlangte Schwartz auch durch das Kaiserbildnis auf der Österreichischen Krone in Silber und Gold. Darauf ist Kaiser Franz Joseph mit der Signatur des Künstlers dargestellt. Diese Besonderheit zeigt die Wertschätzung des Künstlers durch das Kaiserhaus.
1896 erhielt Schwartz auf der Internationalen Kunstausstellung in Berlin eine kleine Goldmedaille.
Wenige Wochen vor Vollendung seines 73. Lebensjahres starb Stefan Schwartz am 31. Juli 1924 in Raabs an der Thaya; er wurde am Wiener Zentralfriedhof bestattet, wo sein Grab erhalten ist.
Der größte Teil seines künstlerischen Nachlasses wird heute vom Museum für angewandte Kunst in Wien verwaltet. Ein dazugehöriges Werkverzeichnis wurde von der Kunsthistorikerin Monika Holy erstellt.

## Medaillen (Auswahl)

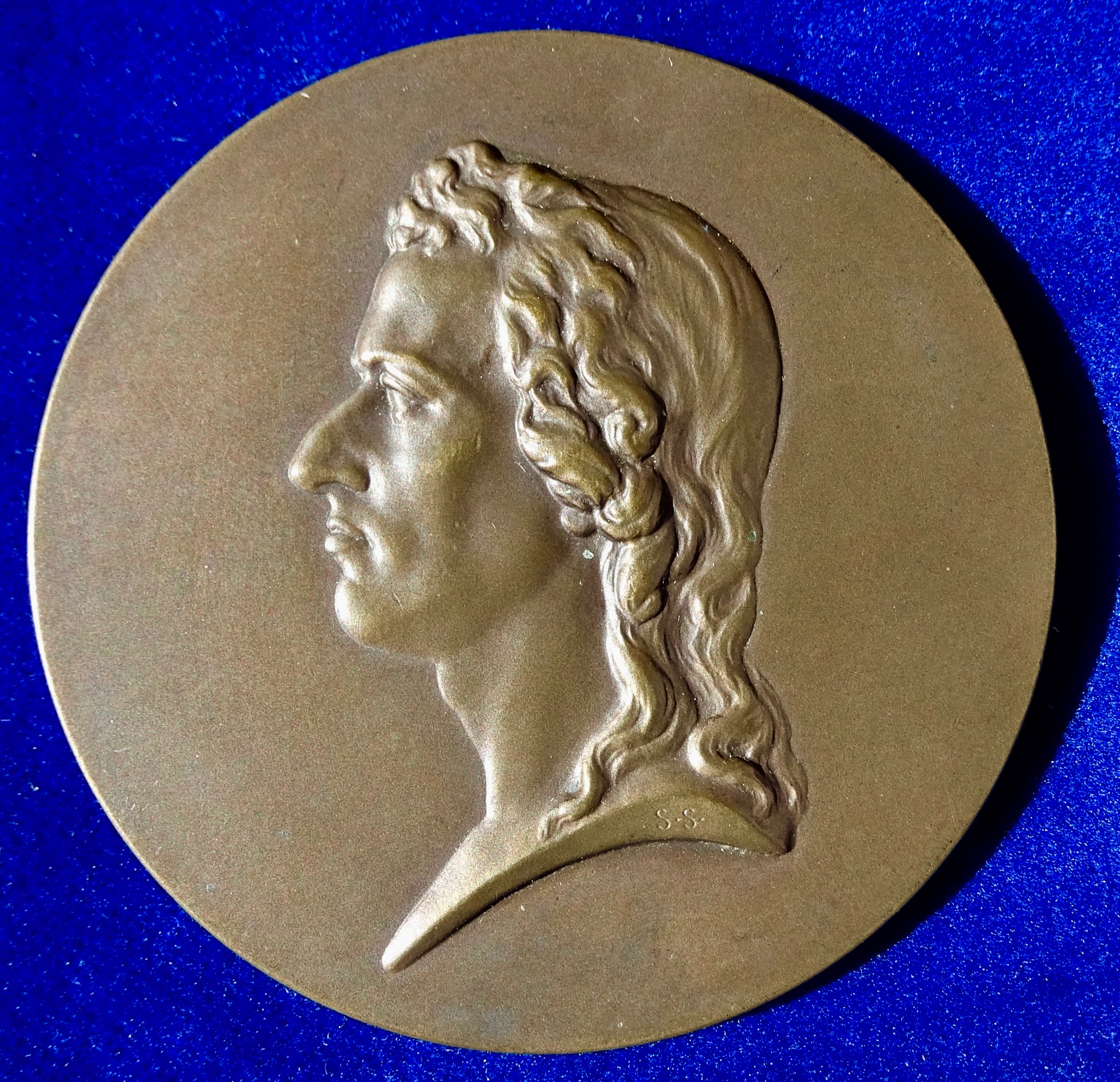
Friedrich Schiller, deutscher Arzt und Poet, Vorderseite der Medaille zum 100. Todestag 1905, nach der Dannecker'schen Büste von 1794.
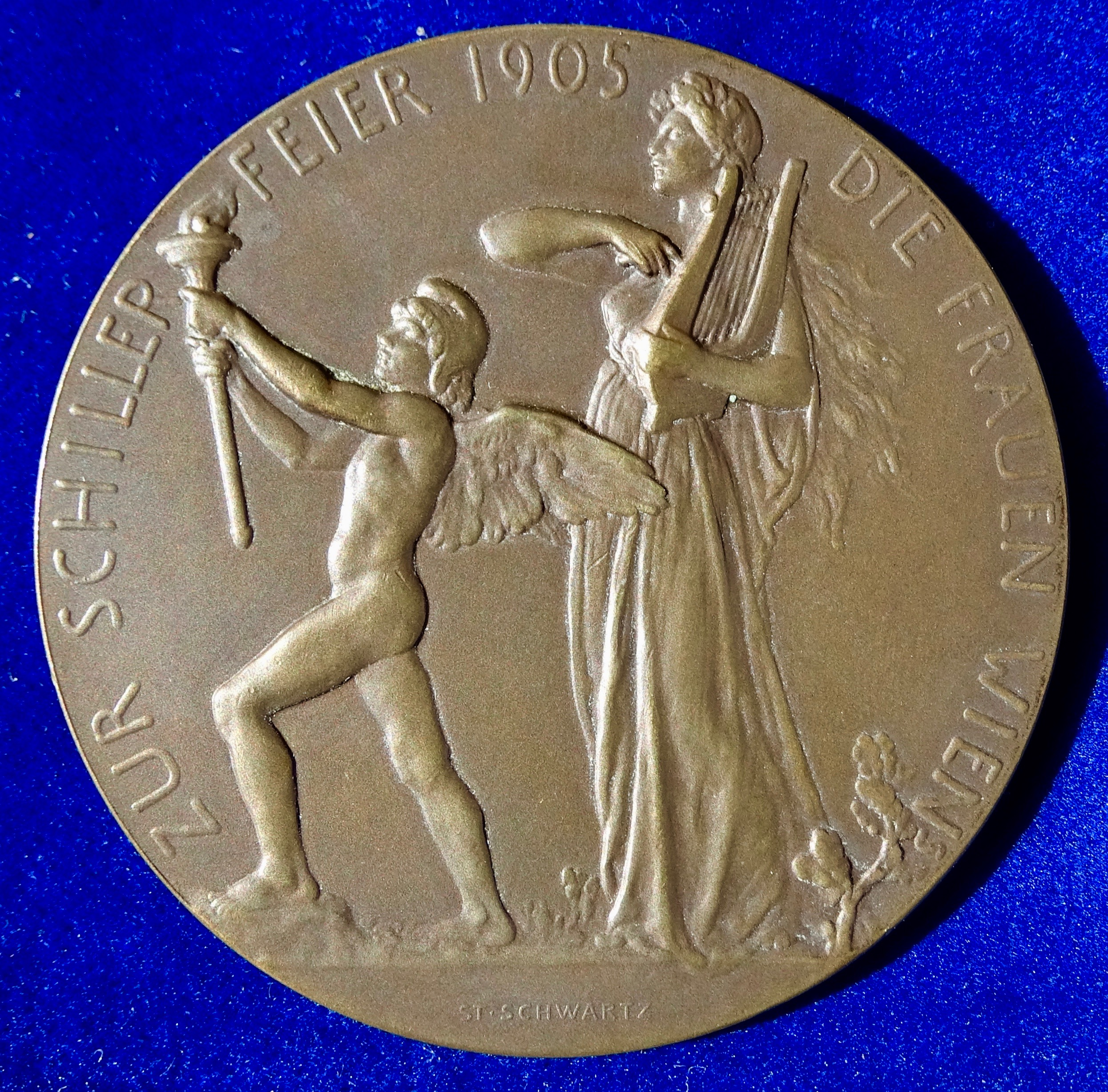
Rückseite der Medaille zum 100. Todestag Schillers, Schillerfeier in Wien 1905.
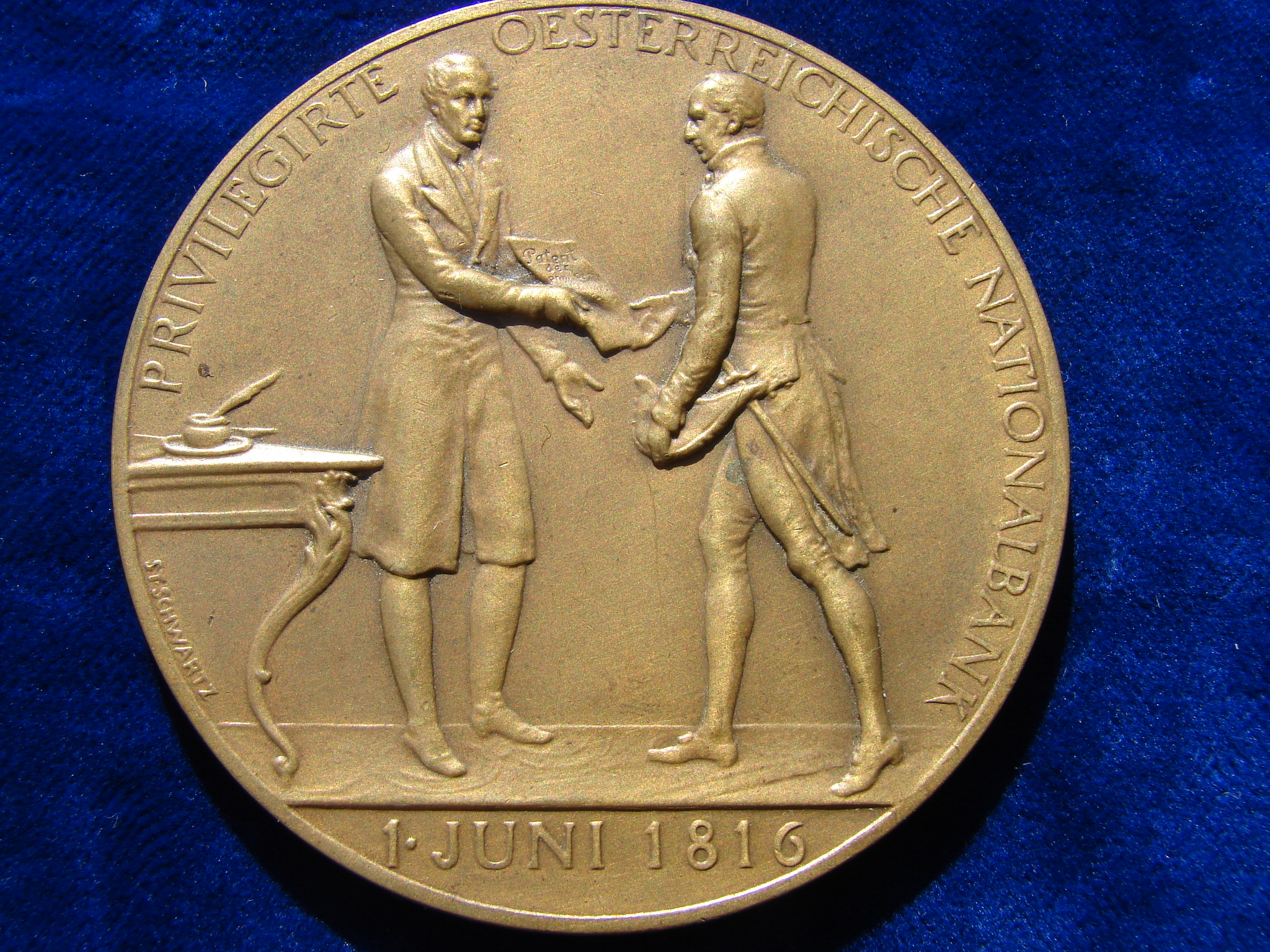
Graf von Stadion erhält von Kaiser Franz I von Österreich das Patent zur Gründung der Österreichischen Nationalbank in Wien. Bronzemedaille zum 100. Jubiläum am 1. Juni 1916, Vorderseite
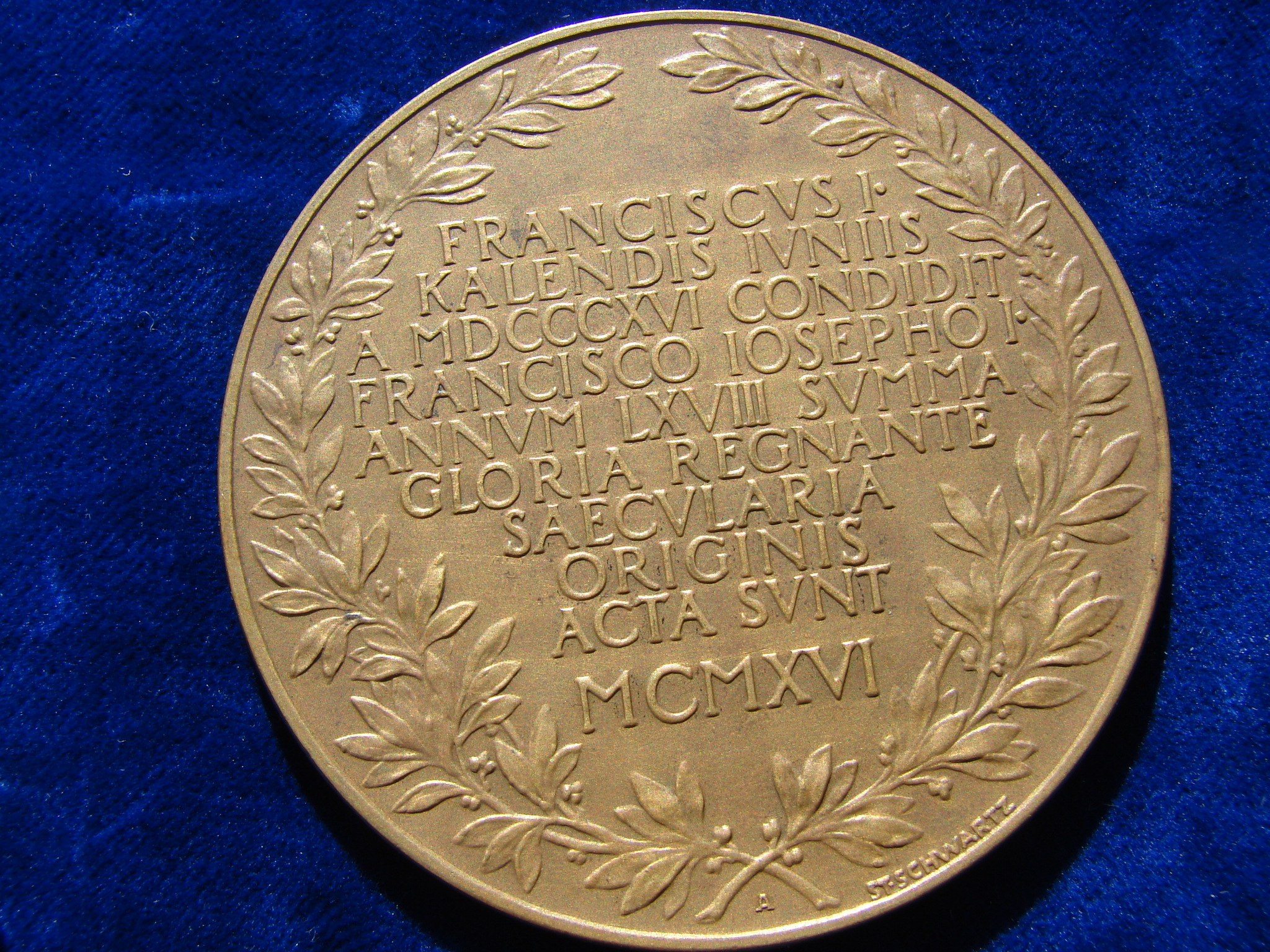
Rückseite der Bronzemedaille zum 100. Jubiläum am 1. Juni 1916
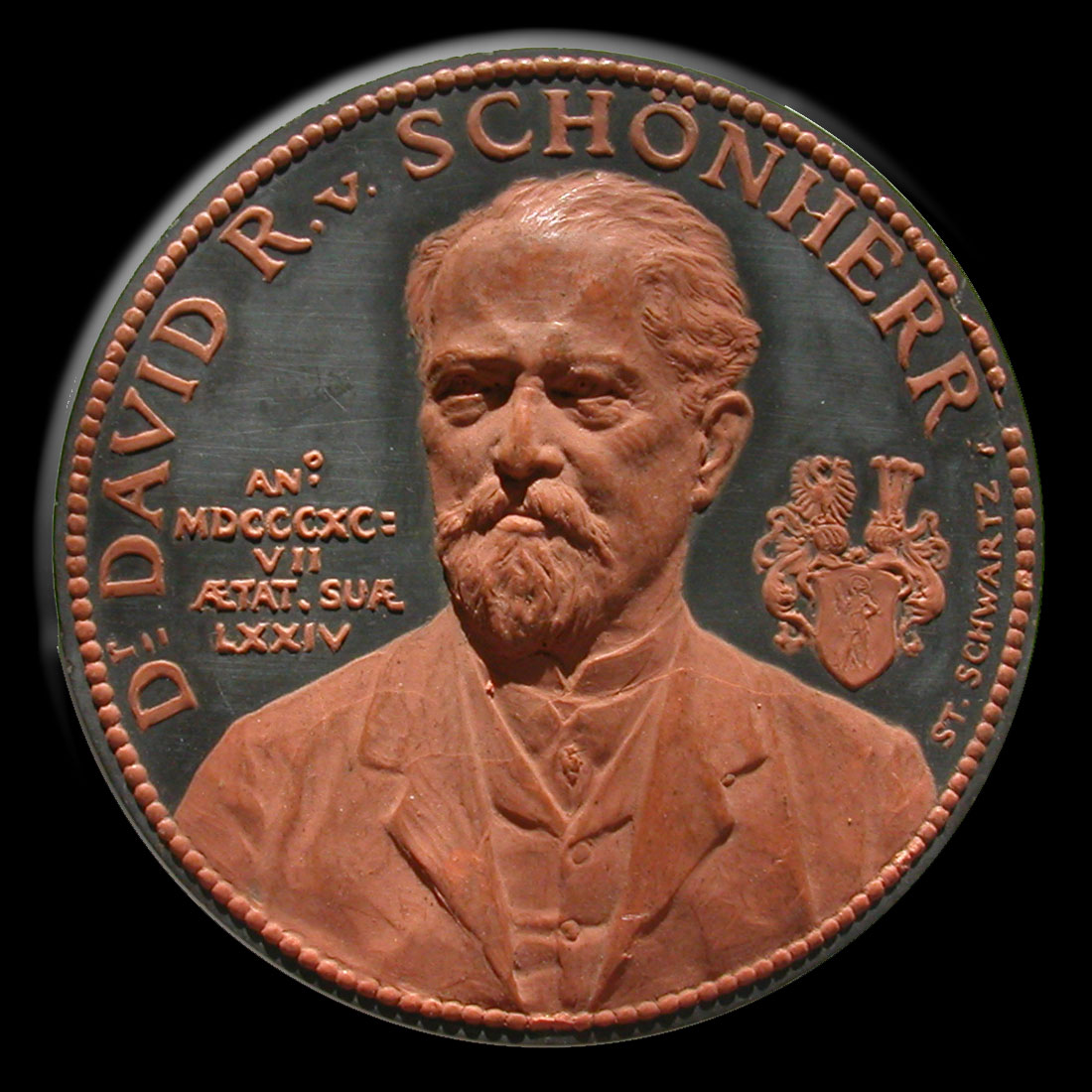
David von Schönherr
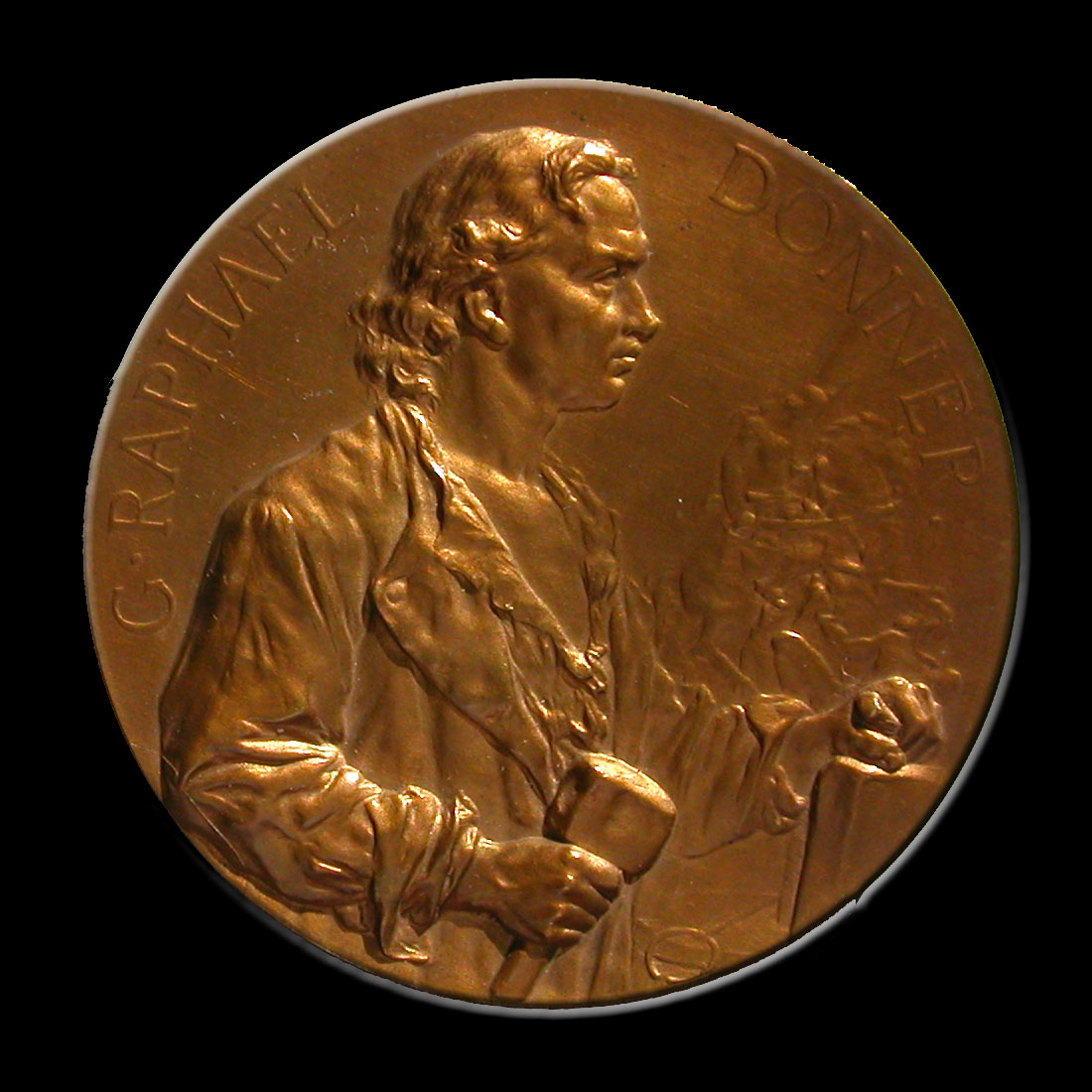
Georg Raphael Donner
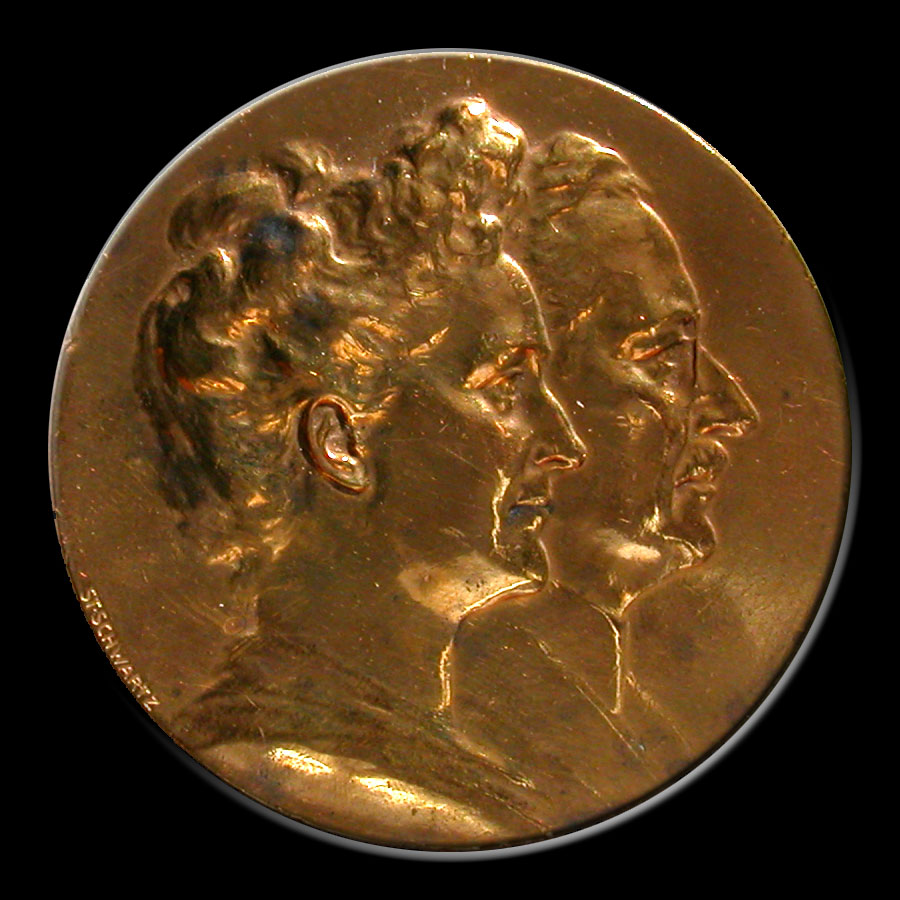
Arthur Krupp und Margarethe Krupp
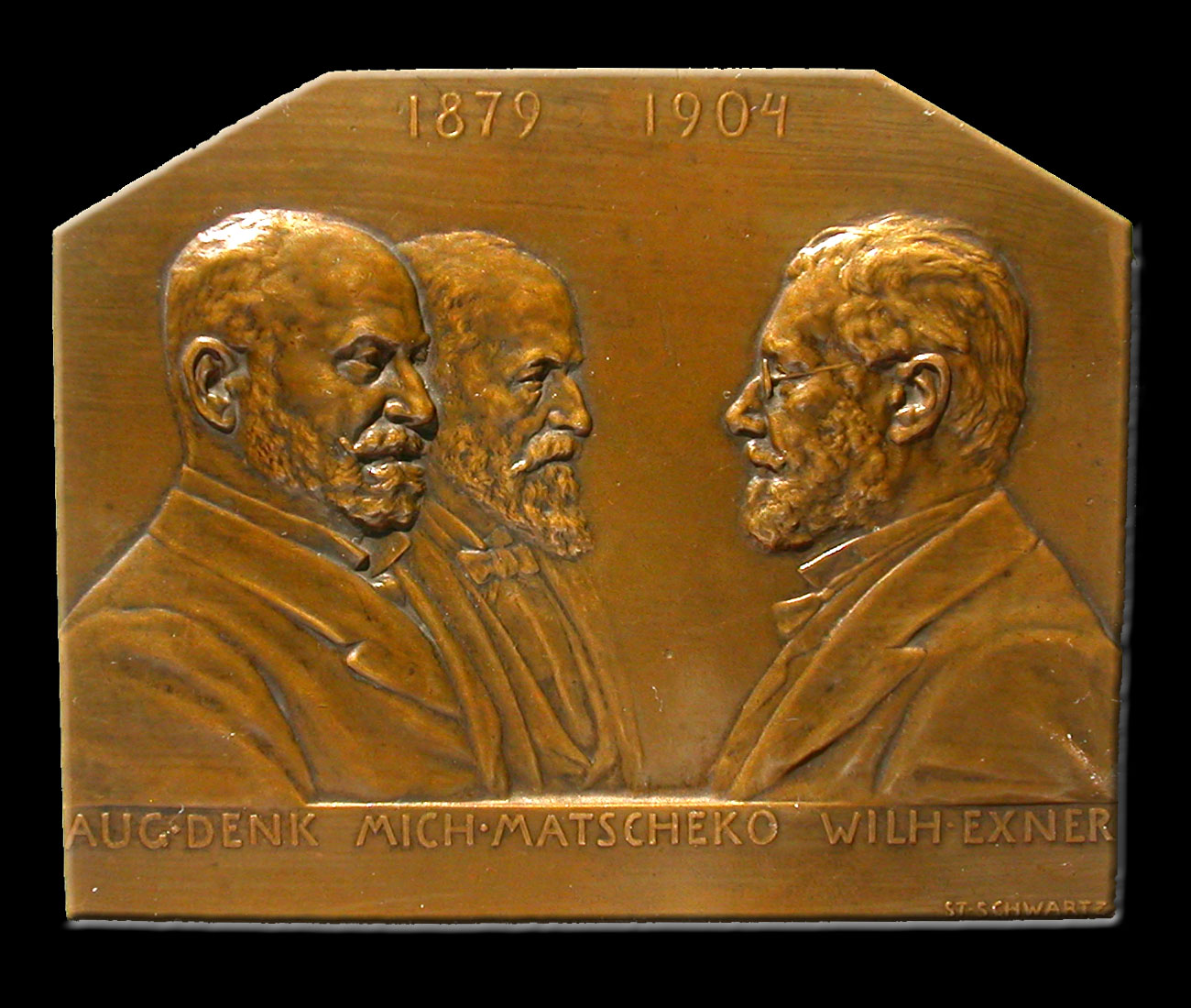
Denk, Matscheko, Wilhelm Exner
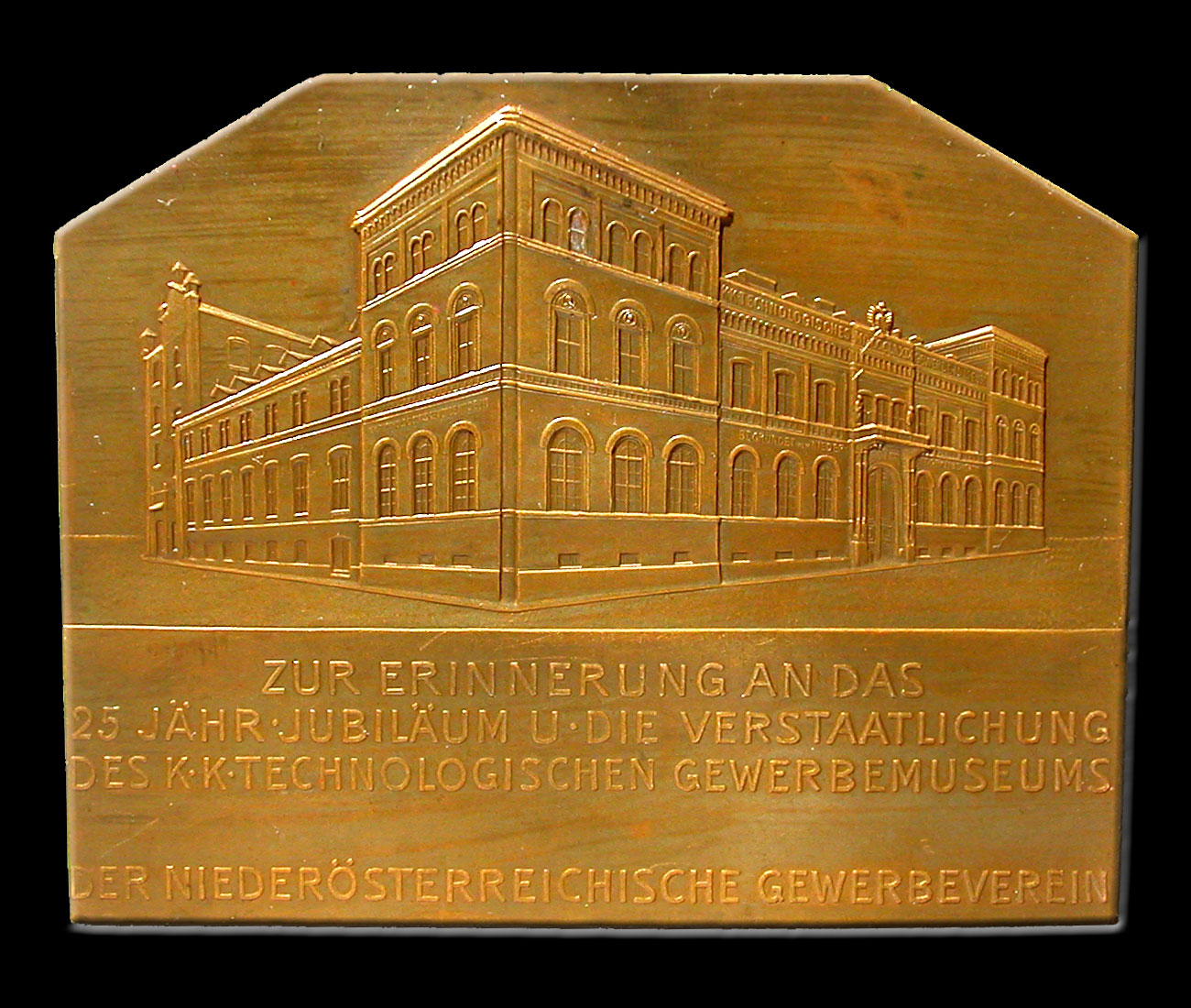
Altes TGM in der Währinger Straße, heute WUK
Goldmünze von Stefan Schwartz mit der Darstellung von Kaiser Franz Joseph I.